# C.C.P. Contact Probes
C.C.P. Contact Probes Co., Ltd. (chinesisch 中國探針股份有限公司, Pinyin Zhōng Guó Tàn Zhēn Yǒu Xiàn Gōng Sī ) ist ein taiwanesischer Hersteller von Federkontaktstiften und Prüfstiften. Die Firma wurde am 22. Januar 1986 gegründet und hat ihren Hauptsitz in Taiwan, Neu-Taipeh. C.C.P Contact Probes Co., Ltd. ist ein international tätiges Unternehmen mit Geschäftsstellen in China, Hongkong, USA und Deutschland und beschäftigt 763 Mitarbeiter. Die 4 Hauptprodukte sind Prüfstifte, Federkontaktstifte, EV Kronenfeder Konnektoren und industrielle Konnektoren. CCP ist Zulieferer von Federkontaktstiften, sogenannten Pogo Pins, für Marken wie Apple, Huawei und Microsoft. Bekannte Produkte wie die Macbook Serie von Apple und das Surface Pro 4 von Microsoft nutzen Magnetkonnektoren von C.C.P. Contact Probes.
C.C.P. Contact Probes Co., Ltd. ist ein börsennotiertes Unternehmen an der Börse Taiwan (Bloomberg Ticker: 6217:TT). Im Jahr 2017 hatte CCP einen Umsatz von etwa 1.892,3 Millionen NTD (≈54 Mio. €) und einen Reingewinn von etwa 159,3 Millionen NTD (≈4,57 Mio. €).

## Geschichte

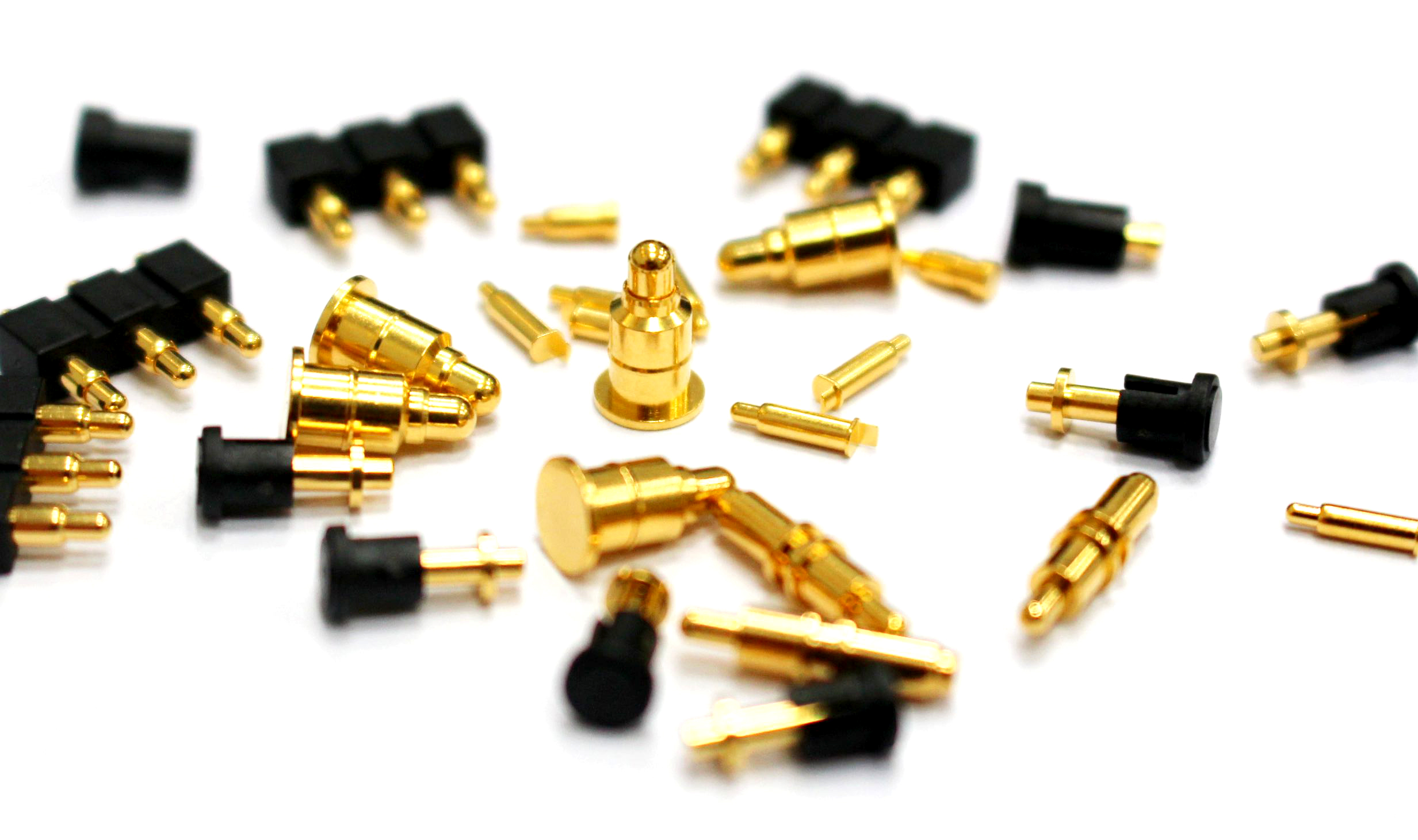
Pogo Pin Konnektoren entworfen und hergestellt von C.C.P. Contact Probes.

CCP Contact Probes Co., Ltd. wurde im Jahre 1986 als Hersteller von Testsockeln für die Halbleiterindustrie gegründet und hat seither sein Produktportfolio ausgebaut. Zunächst stellte die Firma auch sogenannte Prüf- oder Testpins her, die zum Test von elektronischen Komponenten wie Prozessoren oder DRAM genutzt werden. Seit 2000 stellt die Firma auch Federkontaktstifte, sogenannte Pogopins her. In 2009 konnte die Firma Apple Inc. als Kunden gewinnen, was in den Folgenden Jahren enorme Wachstumsraten brachte und Zugang zu weiteren bekannten Marken, wie Microsoft oder Google. Im Juli 2017 wurde bekannt gegeben, dass CCP Contact Probes die Anschlüsse für Teslas Model 3 liefern wird.

## Finanzen

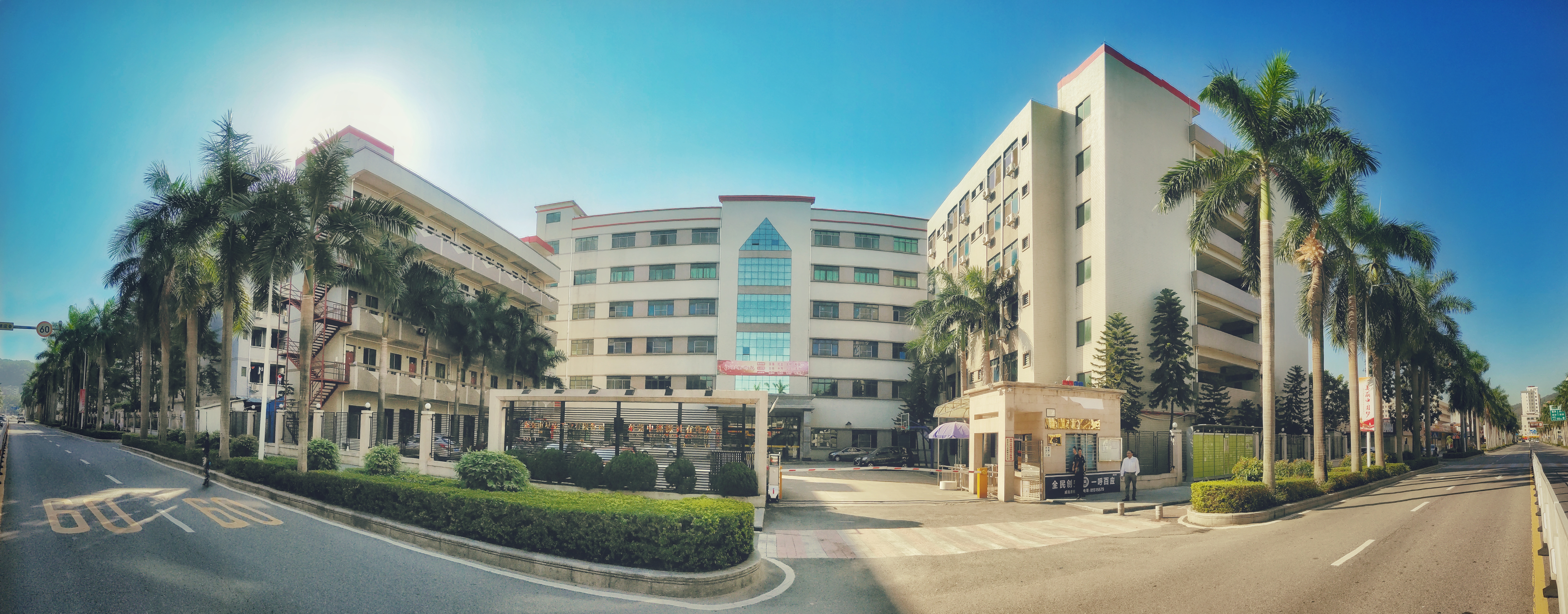
Die Fabrik in Dongguan, Humen (Provinz Guangdong, Volksrepublik China) wurde 2001 eröffnet und stellt hauptsächlich Federkontaktstifte her.

C.C.P. Contact Probes Co., Ltd. ist seit 2003 an der Taiwan Stock Exchange börsennotiert (ISIN TW0006217003). In 2016 hatte CCP einen Umsatz von etwa NTD1,892.3 Millionen (≈54 Mio. €) und einen Reingewinn von etwa NTD159.3 Millionen (≈4,57 Mio. €). Die Firma investiert etwa 7 % ihres Umsatzes in Forschung und Entwicklung.

### Anteilseigner
| Name                        | Aktien    | %      |
| --------------------------- | --------- | ------ |
| Chih-Feng Chen              | 3.729.106 | 5,90 % |
| Li-Chi Investment Co,. Ltd, | 2.412.931 | 3,82 % |
| Tai-Sung Lo                 | 2.098.201 | 3,32 % |
| Taixin Bank                 | 1.390.000 | 2,20 % |
| Zong -Tan Lin               | 1.363.830 | 2,16 % |
| Liang-ye Jian               | 993.277   | 1,57 % |
| HUI-NA WU                   | 918.729   | 1,45 % |

### Umsatz
| Region        | Region       | Summe (in Tausend NTD) | %        |
| ------------- | ------------ | ---------------------- | -------- |
| Taiwan        | Taiwan       | 284.866                | 15,12 %  |
| International | Asien        | 1.191.324              | 63,25 %  |
| International | Andere       | 407.362                | 21,63 %  |
| International | Gesamt       | 1.598.686              | 84,88 %  |
| Gesamtumsatz  | Gesamtumsatz | 1.883.552              | 100,00 % |

## Tochtergesellschaften
CCP Kontakt GmbH, CCP Connection Platform Inc., Dong Guan CCP Contact Probes Co Ltd.